# Karin Kallmaker
Karin Kallmaker (* 1960 in Sacramento, Kalifornien) ist eine US-amerikanische Autorin. Ihre Romane und Erzählungen variieren in vielfältiger Weise die Themen lesbische Romanze, lesbische Erotik sowie unter dem Pseudonym Laura Adams lesbische Liebe in Science-Fiction- und Fantasy-Romanen.

## Leben
Kallmaker studierte an der California State University, Sacramento und schloss dieses im Jahr 1988 mit einem Bachelor in Betriebswirtschaftslehre ab. Sie arbeitete als ehrenamtliche Buchhalterin für ein Seniorenwohnprojekt und eine Wohnungsbaugesellschaft für Einkommensschwache und war für kurze Zeit als Sachbearbeiterin in einer Ölraffinerie tätig.
Mit dem Schreiben begann Kallmaker nach dem Studium, ihr Debütroman In Every Port erschien 1989 beim Verlag Naiad Press, der ausschließlich lesbische und feministische Literatur verlegte. In einem Interview mit Clare Lydon im Jahr 2020 erzählte Kallmaker, dass sie schon in ihrer Jugend als Leserin ein großer Fan romantischer Literatur gewesen sei, jedoch erst Mitte Zwanzig durch den Roman Seltsamer Wein (1983) von Katherine V. Forrest darauf gekommen sei, dass es auch möglich war, Romane über die Liebe zwischen zwei Frauen zu schreiben. Diese Lektüre habe sie dazu inspiriert, ihr erstes Buch zu verfassen. Nachdem die Verlegerinnen der Naiad Press 2003 in den Ruhestand gingen, wechselte Kallmaker zum Verlag Bella Books, dem sie bis heute treu ist. Katherine V. Forrest wurde bereits beim Debütroman Kallmakers Lektorin und blieb dies bis zum vierten Roman, Car Pool (1993). Für die zuletzt erschienenen Romane Kallmakers haben beide wieder zusammengearbeitet. Von 2008 bis 2015 war Kallmaker neben ihrer Tätigkeit als Autorin bei ihrem Verlag Bella Books als Cheflektorin (Editorial Director) beschäftigt.
Ihr Werk umfasst zwischenzeitlich mehr als dreißig Romane, weshalb sie als Queen of Lesbian Romance (die Königin der lesbischen Romanze) bezeichnet wird.
Seit 2008 ist sie mit ihrer langjährigen Partnerin verheiratet, das Paar hat zwei Kinder, einen Sohn und eine Tochter. Die Kinder dienten Kallmaker nach eigenen Aussagen als Vorbilder für das Zwillingspärchen im Roman Und auf einmal ist es Liebe (Roller Coaster). Die Familie wohnt in der San Francisco Bay Area.

## Werke (Auswahl)

### Übersetzte Werke
- Unvergessen. Übersetzt von Andrea Krug. Neuaufl. Krug und Schadenberg, Berlin 2013, ISBN 978-3-930041-38-1.
  - 2000: Unforgettable
- Ins Licht der Liebe. Übersetzt von Andrea Krug. 2. Ed. Krug und Schadenberg, Berlin 2017, ISBN 978-3-930041-51-0.
  - 2001: Substitute for Love
- Dein Herz sei mein. Übersetzt von Andrea Krug. Krug und Schadenberg, Berlin 2008, ISBN 978-3-930041-63-3.
  - 2006: Finders Keepers
- Es begann mit einem Kuss. Übersetzt von Gitta Büchner. 2. Ed. Krug und Schadenberg, Berlin 2009, ISBN 978-3930041671.
  - 2008: The Kiss That Counted
- Tanz auf dem Eis. Übersetzt von Gitta Büchner. Krug und Schadenberg, Berlin 2010, ISBN 978-3-930041-73-2.
  - 2009: Warming Trend
- Und auf einmal ist es Liebe. Übersetzt von Andrea Krug. Krug und Schadenberg, Berlin 2015, ISBN 978-3-930041-95-4.
  - 2011: Roller Coaster

### Nicht übersetzte Werke

#### Romane
- 1989: In Every Port
- 1991: Touchwood
- 1992: Paperback Romance
- 1993: Car Pool
- 1994: Painted Moon
- 1996: Wild Things
- 1997: Embrace in Motion
- 1998: Making Up for Lost Time
- 1999: Watermark
- 2003: Maybe Next Time
- 2004: All the Wrong Places
- 2004: One Degree of Separation
- 2004: Sugar
- 2005: Just Like That
- 2008: Christabel (Zweite Ausgabe)
- 2009: Stepping Stone
- 2010: Above Temptation
- 2013: Love by the Numbers
- 2016: Captain of Industry
- 2017: Castle Wrath
- 2018: My Lady Lipstick
- 2019: Because I Said So
- 2021: Simply the Best

#### New Exploits-Reihe
Die Bände mit Kurzerzählungen wurden gemeinsam mit Therese Szymanski, Barbara Johnson und Julia Watts verfasst und erschien ebenfalls bei Bella Books.
- 2004: New Exploits 1: Once Upon a Dyke
- 2005: New Exploits 2: Bell, Book and Dyke
- 2006: New Exploits 3: Stake through the Heart
- 2007: New Exploits 4: Tall in the Saddle

#### In Deep Waters-Reihe
Die Reihe erotischer lesbischer Kurzerzählungen wurde zusammen mit Radclyffe (Lenora Ruth Barot) verfasst.
- 2007: In Deep Waters 1: Cruising the Seas
- 2008: In Deep Waters 2: Cruising the Strip

#### Kurzgeschichtenbände
- 2001: Frosting on the Cake
- 2006: 18th & Castro

#### Als Laura Adams
- 1997: Night Vision
- 1998: Christabel
- 1999: The Dawning
- 2001: Tunnel of Light 1: Sleight of Hand
- 2002: Tunnel of Light 2: Seeds of Fire

## Auszeichnungen und Preise (Auswahl)
Mehrere Romane der Autorin wurden mit den LGBTQ-Literaturpreisen Lambda Literary Award und Golden Crown Literary Award, vergeben von der Golden Crown Literary Society in Dallas (Texas), ausgezeichnet.
- 2004: Lambda Literary Award für Maybe Next Time
- 2005: Golden Crown Literary Award für Sugar
- 2006: Golden Crown Literary Award für Just Like That
- 2007: Golden Crown Literary Award für 18th & Castro
- 2008: Golden Crown Literary Award für In Deep Waters 1: Cruising the Seas
- 2009: Lambda Literary Award für In Deep Waters 2: Cruising the Strip
- 2009: Golden Crown Literary Award für The Kiss that Counted
- 2009: Lambda Literary Award für The Kiss that Counted
- 2011: Golden Crown Literary Award für Above Temptation
- 2011: Golden Crown Literary Award für Frosting on the Cake 2
- 2019: Golden Crown Literary Award für My Lady Lipstick[10]
- 2020: Golden Crown Literary Award für Because I Said So